# مايا أوستازوسكا
مايا أوستازوسكا (بالبولندية: Maja Ostaszewska)‏ هي مؤدية وممثلة بولندية، ولدت في 3 سبتمبر 1972 في بولندا.

## أعمال

### أفلام
- (1993) قائمة شندلر[6][7][8]
- (2002) عازف البيانو[9][10]

## وصلات خارجية
- مايا أوستازوسكا على موقع IMDb (الإنجليزية)
- مايا أوستازوسكا على موقع ألو سيني (الفرنسية)
- مايا أوستازوسكا على موقع تيرنر كلاسيك موفيز (الإنجليزية)
- مايا أوستازوسكا على موقع أول موفي (الإنجليزية)
- مايا أوستازوسكا على موقع قاعدة بيانات الأفلام السويدية (السويدية)
- مايا أوستازوسكا على موقع قاعدة بيانات الفيلم (الإنجليزية)
- مايا أوستازوسكا على موقع كينوبويسك (الروسية)